# Grand Prix automobile de Belgique 1978
Résultats du Grand Prix de Belgique de Formule 1 1978 qui a eu lieu sur le circuit de Zolder le 21 mai 1978.

## Classement
| Pos  | N° | Pilote                | Écurie             | Tours | Temps/Abandon      | Grille | Points |
| ---- | -- | --------------------- | ------------------ | ----- | ------------------ | ------ | ------ |
| 1    | 5  | Mario Andretti        | Lotus-Ford         | 70    | 1 h 39 min 52 s 02 | 1      | 9      |
| 2    | 6  | Ronnie Peterson       | Lotus-Ford         | 70    | +9 s 90            | 7      | 6      |
| 3    | 11 | Carlos Reutemann      | Ferrari            | 70    | +24 s 34           | 2      | 4      |
| 4    | 12 | Gilles Villeneuve     | Ferrari            | 70    | +47 s 04           | 4      | 3      |
| 5    | 26 | Jacques Laffite       | Ligier-Matra       | 69    | Accident           | 14     | 2      |
| 6    | 3  | Didier Pironi         | Tyrrell-Ford       | 69    | +1 tour            | 23     | 1      |
| 7    | 30 | Brett Lunger          | McLaren-Ford       | 69    | +1 tour            | 24     |        |
| 8    | 33 | Bruno Giacomelli      | McLaren-Ford       | 69    | +1 tour            | 21     |        |
| 9    | 31 | René Arnoux           | Martini-Ford       | 68    | +2 tours           | 19     |        |
| 10   | 27 | Alan Jones            | Williams-Ford      | 68    | +2 tours           | 11     |        |
| 11   | 9  | Jochen Mass           | ATS-Ford           | 68    | +2 tours           | 16     |        |
| 12   | 22 | Jacky Ickx            | Ensign-Ford        | 64    | +6 tours           | 22     |        |
| 13   | 19 | Vittorio Brambilla    | Surtees-Ford       | 63    | Moteur             | 12     |        |
| Abd. | 16 | Hans-Joachim Stuck    | Shadow-Ford        | 56    | Sortie de piste    | 10     |        |
| Nc.  | 15 | Jean-Pierre Jabouille | Renault            | 56    | +14 tours          | 20     |        |
| Abd. | 20 | Jody Scheckter        | Wolf-Ford          | 53    | Sortie de piste    | 5      |        |
| Abd. | 4  | Patrick Depailler     | Tyrrell-Ford       | 51    | Boîte de vitesses  | 13     |        |
| Abd. | 17 | Clay Regazzoni        | Shadow-Ford        | 40    | Transmission       | 18     |        |
| Abd. | 35 | Riccardo Patrese      | Arrows-Ford        | 31    | Suspension         | 8      |        |
| Abd. | 36 | Rolf Stommelen        | Arrows-Ford        | 26    | Sortie de piste    | 17     |        |
| Abd. | 2  | John Watson           | Brabham-Alfa Romeo | 18    | Accident           | 9      |        |
| Abd. | 1  | Niki Lauda            | Brabham-Alfa Romeo | 0     | Accident           | 3      |        |
| Abd. | 7  | James Hunt            | McLaren-Ford       | 0     | Accident           | 6      |        |
| Abd. | 14 | Emerson Fittipaldi    | Fittipaldi-Ford    | 0     | Accident           | 15     |        |
| Nq.  | 18 | Rupert Keegan         | Surtees-Ford       |       | Non qualifié       |        |        |
| Nq.  | 24 | Derek Daly            | Hesketh-Ford       |       | Non qualifié       |        |        |
| Nq.  | 32 | Keke Rosberg          | Theodore-Ford      |       | Non qualifié       |        |        |
| Nq.  | 10 | Alberto Colombo (en)  | ATS-Ford           |       | Non qualifié       |        |        |
| Npq. | 25 | Héctor Rebaque        | Lotus-Ford         |       | Non préqualifié    |        |        |
| Npq. | 37 | Arturo Merzario       | Merzario-Ford      |       | Non préqualifié    |        |        |

Légende : Abd.=Abandon - Nc.=Non classé

## Pole position et record du tour
- Pole position : Mario Andretti en 1 min 20 s 90 (vitesse moyenne : 189,656 km/h).
- Tour le plus rapide : Ronnie Peterson en 1 min 23 s 13 au 66e tour (vitesse moyenne : 184,569 km/h).

## Tours en tête
- Mario Andretti : 70 (1-70)

## À noter
- 8e victoire pour Mario Andretti.
- 66e victoire pour Lotus en tant que constructeur.
- 112e victoire pour Ford Cosworth en tant que motoriste.